# Heilig-Geist-Hospital (Görlitz)
Das Heilig-Geist-Hospital (auch Hospital und Kirche zum Heiligen Geist, Neißehospital, Heilig-Geist-Kirche) war ein Hospital und später auch eine Kirche in der Görlitzer Ostvorstadt. Es befand sich direkt an der Lausitzer Neiße am Übergang über Altstadtbrücke zur Altstadt auf der westlichen Seite der Neiße. Das Hospital lag außerhalb der schützenden Stadtmauer. Der östliche Brückenkopf war lediglich durch den Spittelturm gesichert.

## Geschichte

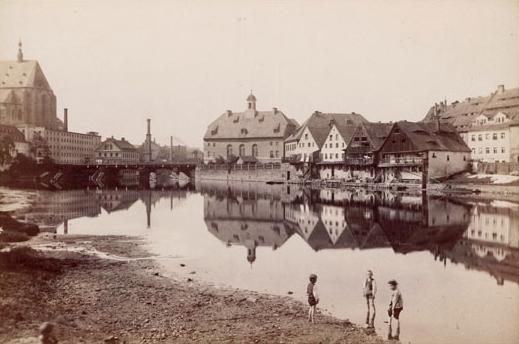
Blick über die Neiße auf die Gerberhäuser und die Heilig-Geist-Kirche

Erste angebliche Erwähnungen stammen aus dem Jahr 1215, lassen sich jedoch nicht urkundlich belegen. Gemäß einer Urkunde aus dem Jahr 1264 erhielt das Hospital ein Grundstück von acht Hufen an der Stadt. Im Jahr 1273 übergaben Seyfried und Walter dem Hospital die Dreiradenmühle. Es folgten weitere Gebietsüberlassungen und Schenkungen.

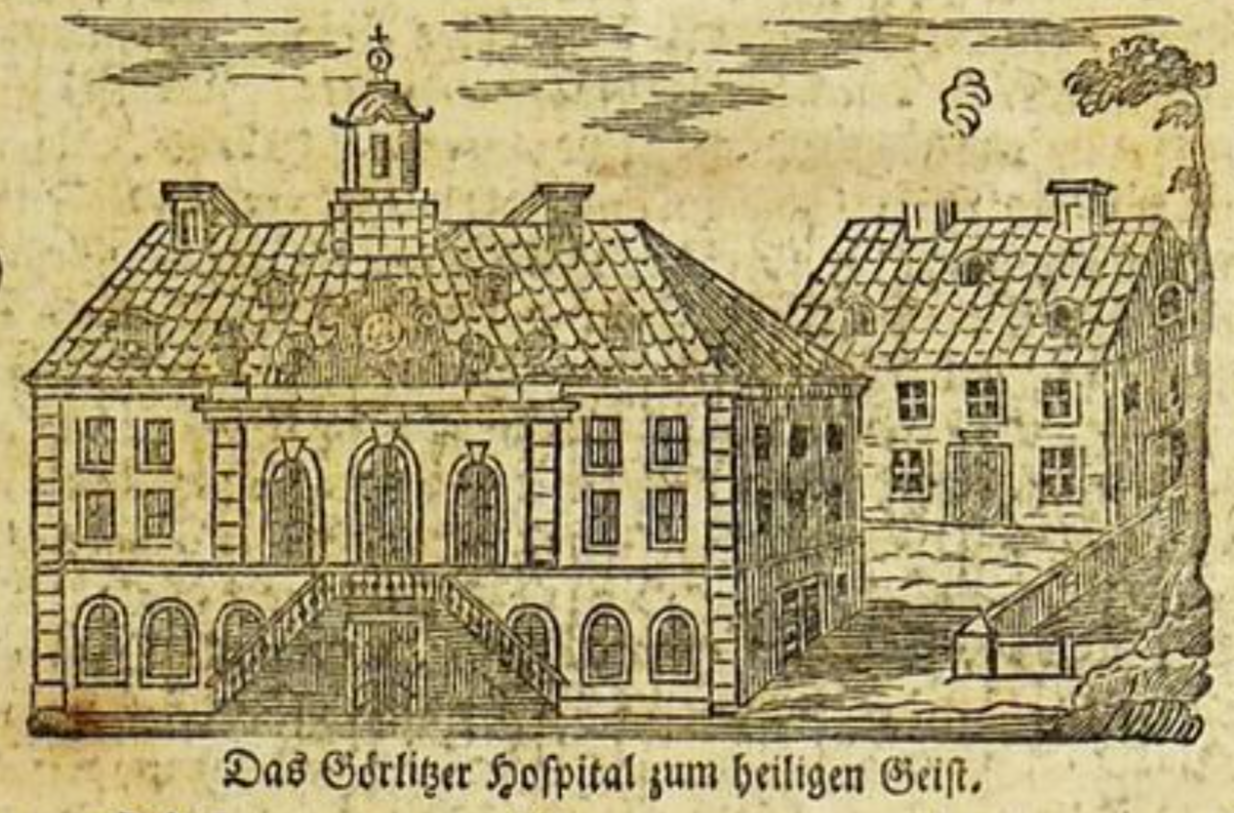
Hospital zum heiligen Geist (Eckardtisches Tagebuch, 18. Jahrhundert)

Das erste Gebäude des Heilig-Geist-Hospitals wurde während des Hussitenkrieges vermutlich 1429 wie auch die ganze Neißevorstadt zerstört. Nach dem Wiederaufbau fiel das Hospital der Neißeflut im Juli 1432 und am 30. Juli 1434 zum Opfer. Ab 1449 und den darauffolgenden Jahren wurden Erneuerungen an der Kirche und am Kirchhof vorgenommen. Auch ein Siechenhaus, Keller, Badestube, Backstube, Kuhstall, Schweinestall und Schmiede entstanden zu dieser Zeit. Der Stadtbrand am 12. Juni 1525 zerstörte auch das Neißehospital. Im Jahr 1574 wurde am Hospital und der darinliegenden Klause gebaut. Während der Belagerung durch kursächsisch-kaiserliche Truppen im Jahr 1641 wurde das Hospital jedoch wieder zerstört. Die Wohn- und Wirtschaftsgebäude wurden schnell wiederhergestellt. Die Kirche wurde erst ab 1657 wieder aufgebaut.
Die Kirche aus dem 17. Jahrhundert bestand bis 1769 und musste auf Grund ihrer Baufälligkeit abgerissen und neu errichtet werden. Die Einweihung des Neubaus fand am 30. November 1772 statt. Der Bau beherbergte nun unter der Kirche eine Schule, eine Wohnung für den Schulhalter, die Hospitalwirtschaft sowie Stuben und Kammern für die Unterbringung der Hospitaliten. Im Jahr 1837 wurde die Kirche saniert und die Hospitaliten zogen 1863 in das neue Zentralhospital auf der Krölstraße um. Das Hospitalitenhaus wurde 1865 zur Volksschule umgebaut. Die Kirche und die östlichen Nachbarhäuser wurden 1905 für den Neubau der Altstadtbrücke abgerissen. Eine Inschrifttafel aus dem Jahr 1772, der Kanzelaltar, die Orgel, eine Kartusche mit der Inschrift spiritui sancto sacrum, der Taufstein, die Bänke und das Glöcklein wurden der altlutherischen Gemeinde für ihren Kirchenneubau neben der Jakobuskirche überlassen. Die altlutherische Gemeinde nutzte seit 1854 die Heilig-Geist-Kirche an der Neiße. Ihr 1906 errichteter Kirchenneubau in der Görlitzer Südstadt trägt bis heute den gleichen Namen.
Am südöstlichen Brückenpfeiler der neuen Altstadtbrücke erinnerte eine Tafel mit einer Abbildung der Kirche an das abgerissene Gebäude. Die Brücke fiel den Brückensprengungen am 7. Mai 1945 zum Opfer. Der Verbleib der Tafel ist unbekannt. Nach dem Ende des Zweiten Weltkrieges kamen die Gebiete östlich der Neiße an die Polen. Das Grundstück auf dem sich einst die Kirche befand, gehört nun zur polnischen Stadt Zgorzelec. Seit 2004 verbindet an gleicher Stelle wieder eine Brücke beide Teile der Stadt.